# قسطنطيوس كلوروس
قسطنطيوس الأول (باللاتينية: Marcus Flavius Valerius Constantius Herculius Augustus) (ولد 31 مارس نحو عام 250- توفي 25 يوليو عام 306)، المعروف باسم قسطنطيوس كلوروس (باليونانية: Κωνστάντιος Χλωρός)، وهو إمبراطور رومانيّ. حكم بصفته قيصرًا منذ عام 293 وحتى عام 305 وأغسطسًا منذ عام 305 وحتى عام 306. كان الزميل الأصغر للأغسطس مكسيميانوس تحت الحكم الرباعي وخلفه بصفته إمبراطور مشارك كبير للجزء الغربي من الإمبراطورية. حكم قسطنطيوس الغرب بينما كان غاليريوس أغسطسًا في الشرق. كان والد قسطنطين العظيم مؤسس السلالة القسطنطينية.
بصفته قيصر، أي إمبراطور صغير عينه الإمبراطور ديوكلتيانوس، هزم المغتصب أليكتوس في مقاطعة بريطانيا وشن حملة على نطاق واسع على طول الحصون الجرمانية، وهزم الألامانيون والفرنجة. عندما أصبح أغسطسًا في مايو عام 305، أطلق قسطنطيوس حملة عقابية ناجحة ضد البيكتيين وراء سور أنطونيوس. لكن قسطنطيوس توفي فجأة في إبريكوم (يورك) في يوليو من العام التالي.
أشعل موت قسطنطيوس وتزكية ابنه بصفته أغسطسًا من قبل جيشه عام 306 حروبًا أهلية انتهت بانهيار نظام الحكم الرباعي الذي افتتحه ديوكلتيانوس عام 293 واستئناف حكم السلالة الحاكمة على الإمبراطورية بأكملها من قبل قسطنطين وأبنائه بعد هزيمة شريكه الإمبراطور ليسينيوس عام 325.

## حياته

### بداية حياته المهنية
ولد قسطنطيوس في داردانيا، وهو ابن أوتروبيوس، الذي زعم كتاب هيستوريا أوغستا أنه نبيل من شمال داردانيا، في مقاطعة مويسيا العليا، وكلوديا، ابنة أخت الإمبراطور كلاوديوس غوثيكوس وكوينتلوس. ويعتقد المؤرخون المعاصرون أن علاقة الأمومية هذه كانت تلفيقًا للنسب خلقه نجله قسطنطين الأول، وأن أسرته كانت من أصول متواضعة. جرى إثبات الادعاء القائل بأن قسطنطيوس كان ينحدر من كلاوديوس غوثيكوس بعد عام 310 ولا يبدو أنه طُرِح عندما كان قسطنطيوس على قيد الحياة. ربما سعى قسطنطين إلى فصل خلفية والده عن ذكرى مكسيميانوس.
كان قسطنطيوس عضوًا في حماة أغسطس نوستري تحت حكم الإمبراطور أوريليان، وقاتلَ في الشرق ضد الإمبراطورية التدمرية الانفصالية. في حين أن الادعاء بأنه عُين برتبة دوكس تحت حكم الإمبراطور بروبوس هو على الأرجح تلفيق، لكنه بالتأكيد حصل على رتبة أطربون داخل الجيش، وفي عهد كاروس رُفع إلى منصب بريسيس، أو حاكم، مقاطعة دالماتيا. أمكن استنتاج أنه غير ولاءاته لدعم مطالب الإمبراطور المستقبلي ديوكلتيانوس قبل أن ينتصر ديوكلتيانوس على كارينوس، ابن كاروس، في معركة مارغوس في يوليو 285.
في عام 286 رفّع ديوكلتيانوس زميله العسكري، مكسيميانوس، إلى العرش كإمبراطور مشارك للمقاطعات الغربية، بينما تولى ديوكلتيانوس المقاطعات الشرقية، وبدأ العملية التي شهدت في النهاية تقسيم الإمبراطورية الرومانية إلى شطرين، جزء غربيّ وآخر شرقيّ. بحلول عام 288 انتهت فترته كحاكم، أصبح قسطنطيوس حاكمًا إمبراطوريًا في الغرب تحت حكم مكسيميانوس. طوال عام 287 وحتى عام 288، شارك قسطنطيوس، تحت قيادة مكسيميانوس، في حرب ضد الألامانيين، إذ نفذ هجمات على أراضي القبائل البربرية عبر نهري الراين والدانوب. لتوطيد العلاقات بينه وبين الإمبراطور مكسيميانوس، انفصل قسطنطيوس عن محظيته هيلانة وتزوج ابنة الإمبراطور تيودورا.

### ترقيته لرتبة قيصر
بحلول عام 293، سمح ديوكلتيانوس، الذي أدرك طموحات صهره الجديد كإمبراطور مشارك، لمكسيميانوس بدعم قسطنطيوس في ترتيب جديد لتقاسم السلطة يُعرف باسم النظام الرباعي. قسّم ديوكلتيانوس إدارة الإمبراطورية الرومانية إلى نصفين، قسم غربي وآخر شرقي. حكم كل منهما بصفته أغسطسًا، بدعم من القيصر. كان لكلا القيصرين الحق في الخلافة بمجرد وفاة الأغسطس الحاكم.[بحاجة لمصدر]
في ميلانو في 1 مارس 293 عُين قسطنطيوس رسميًا كقيصر لمكسيميانوس. تبنى اسم «فلافيوس فاليريوس قسطنطيوس »، وكونه مساويًا لمكسيميانوس، فقد أخذ أيضًا «هرقل». تألفت قيادته من بلاد الغال، وبريطانيا، وربما هسبانيا. في محاولة للحفاظ على توازن القوى في الإمبراطورية، رفع ديوكلتيانوس الأغسطس الشرقي، غاليريوس إلى قيصر، وربما في 21 مايو عام 293 في فيليبوبولس. كان قسطنطيوس الأكبر بين القيصرين، وفي الوثائق الرسمية كان له الأسبقية دائمًا، إذ ذُكِر قبل غاليريوس. كان من المقرر أن تقع عاصمة قسطنطيوس في أوغوستا تريفيروروم.[بحاجة لمصدر]